# De armoede van de filosofie
De armoede van de filosofie is een geschrift van de Duitse filosoof en econoom Karl Marx uit 1847, dat hij produceerde in zijn polemiek tegen de utopische socialisten en met name Pierre-Joseph Proudhon en de door hem verwoorde opvattingen in zijn geschrift "La philosophie de la misère" (vert. De filosofie van de armoede). Het is een belangrijk geschrift voor de ontstaansgeschiedenis van het marxistisch communisme en over de verklaringen voor de maatschappelijke ongelijkheid, een onderwerp dat in de tweede helft van de 18e eeuw reeds door onder meer Jean-Jacques Rousseau was aangesneden. Het werd in 1847 in Parijs en Brussel uitgegeven en tijdens Marx' leven niet meer herdrukt.
Marx schreef dit werk in de winter van 1846/'47, tijdens zijn verblijf als politiek vluchteling in Brussel, in het Frans, met de titel "Misère de la filosofie, Réponse a la filosofie de la misère de M. Proudhon". Deze titel verwijst naar het in 1846 gepubliceerde werk van Proudhon (volledige Franse titel: Système des contradictions économiques ou la philosophie de la misère, vert. "Systeem van economische tegenstellingen of de filosofie van de armoede").
Marx greep zijn aanval op Proudhon, die werd beschouwd als de belangrijkste vertegenwoordiger van het Franse socialisme, aan voor een uiteenzetting van zijn eigen "materialistische" opvatting van de geschiedenis in het algemeen en zijn opvattingen over politieke economie in het bijzonder.
Volgens Marx bevatte Proudhon de actuele omstandigheden van het 19e-eeuwse sociale vraagstuk niet in hun grotere samenhang, waartoe hij volgens hem waarschijnlijk de nodige historische kennis ontbeerde (zoals omtrent de wereldmarkt of de slavernij).
Omdat Proudhon geen Duits sprak, kende hij volgens Marx de Hegeliaanse termen alleen door geruchten. Hij flirt soms met uitdrukkingen als "dialectiek" of "antinomie" zonder de daarmee bedoelde begrippen werkelijk te bevatten. Evenals Hegel redeneert Proudhon vanuit concepten naar de realiteit, hetgeen Marx scherp afwijst als 'vanuit het hoofd construeren' en 'ideeën met dingen verwarren'. Marx zelf daarentegen houdt vast aan zijn fundamentele materialistische opvatting van die geschiedenis die hij later zou gaan betitelen als het "historisch materialisme".
Met een dialectische volgorde begrijpt Proudhon een rangschikking van economische categorieën (waarmee hij ook "machines" omvat, die Marx als een oneconomische categorie afwijst), met een tegenstelling die uiteindelijk in een synthese verzoening vindt. Voor Marx is dit noch een werkelijke (Hegeliaanse) dialectiek, noch een bevredigende benadering, omdat in plaats van een verklaring in Proudhons gedachtegang alleen morele waarderingen een rol zouden spelen.
Marx baseert zijn eigen analyse van de tegenstrijdige relaties tussen ruilwaarde en gebruikswaarde in het kapitalisme op de analyse van de econoom David Ricardo. Hij hekelt Proudhons voorstelling van de historische ontwikkeling van de maatschappij als slechts een geschiedenis van ideeën die vooruitgang zouden betekenen.
Later zou Friedrich Engels er een voorwoord bij schrijven, dat eveneens geldt als een belangrijk geschrift in de ontstaansgeschiedenis van het marxisme.

## Varia
Zoals de titel van dit werk van Marx de titel van de door hem aangevallen filosoof Proudhon persifleerde, zo zou de latere liberale filosoof Karl Popper dat op zijn beurt doen middels de titel van zijn werk De armoede van het historicisme, waarin hij het marxisme aanvalt.

## Context
Marx produceerde dit geschrift kort voor de roerige ontwikkelingen in Europa in Revolutiejaar 1848, zoals de Februarirevolutie en de Maartrevolutie. Die waren voor hem en Engels aanleiding voor het opstellen van het Communistisch Manifest.